# Gregory Porter
Gregory Porter (Sacramento, 4 novembre 1971) è un cantante statunitense.

## Biografia
Nato e cresciuto in California, si è trasferito a New York nel 2004.
Nel 2010 ha pubblicato il suo primo album Water. Ha fatto parte del cast di Broadway di It Ain't Nothin' But the Blues.
Il suo secondo disco Be Good è uscito nel 2012. L'anno seguente ha firmato per la Blue Note Records e ha pubblicato, nel settembre 2013, l'album Liquid Spirit. Grazie a questo disco ha vinto, nell'ambito dei Grammy Awards 2014, il Grammy al "miglior album jazz vocale". Liquid Spirit ha anche raggiunto la "top 10" della classifica britannica degli album.
Nel 2015 collabora con i Disclosure per il singolo Holding On inserito nell'album Caracal. Una versione solista del brano è stata pubblicata per il download digitale il 4 marzo 2016 come primo singolo tratto dal quarto album in studio di Porter, intitolato Take Me to the Alley e pubblicato il 6 maggio dello stesso anno.

## Discografia

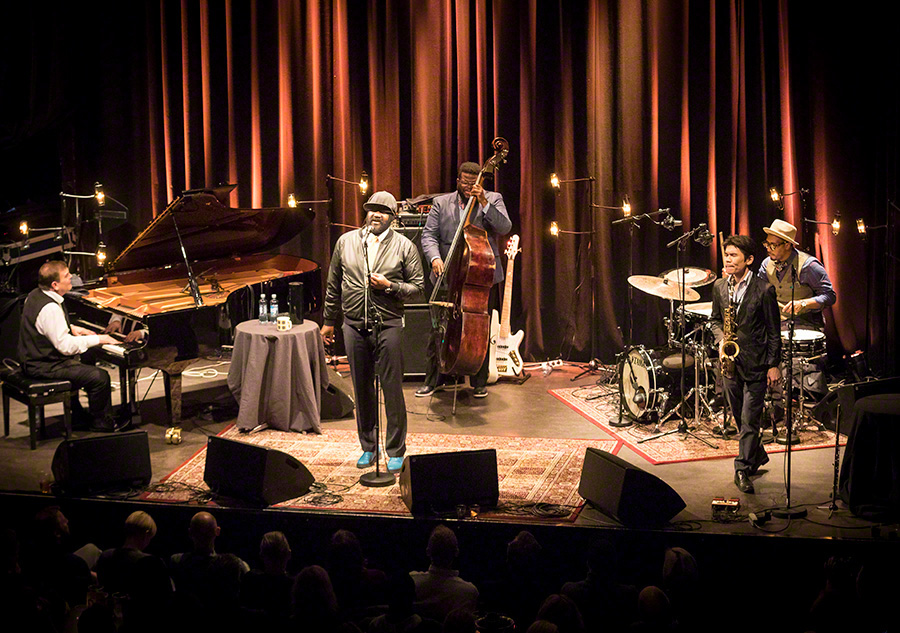
Gregory Porter in concerto nel 2016

### Album in studio
- 2010 – Water
- 2012 – Be Good
- 2013 – Liquid Spirit
- 2016 – Take Me to the Alley
- 2017 – Nat King Cole & Me
- 2020 – All Rise

### Album dal vivo
- 2016 – Live in Berlin

### Raccolte
- 2021 – Still Rising

### EP
- 2014 – Revisited
- 2014 – More Liquid Spirit - Features + Remixes
- 2015 – The Remix EP
- 2022 – Romance

### Singoli
- 2011 – 1960 What?
- 2012 – Be Good (Lion's Song)
- 2012 – On My Way to Harlem
- 2012 – Real Good Hands
- 2013 – Liquid Spirit
- 2013 – Hey Laura
- 2014 – Moanin' (feat. Paul Zauner's Blue Brass)
- 2014 – Fly Me to the Moon (con Julie London)
- 2016 – Holding On
- 2016 – Don't Lose Your Steam
- 2016 – Take Me to the Alley